# ガンダムブレイカー3
『ガンダムブレイカー3』（ガンダムブレイカースリー、GUNDAM BREAKER 3）は、バンダイナムコエンターテインメントより2016年3月3日に発売されたPlayStation 4、PlayStation Vita用ゲームソフト。

## 概要
自分なりのガンプラを作成・カスタマイズして戦う『ガンダムブレイカー』、『ガンダムブレイカー2』に続くシリーズ第3作でガンダムゲーム30周年記念作品。
同シリーズの1と2はPlayStation 3とPlayStation Vitaで発売されたが、本作はシリーズ初のPlayStation 4版が発売される。
新たに「騎士ガンダム」などのSDガンダム・BB戦士も登場し、お供として戦う。『機動戦士ガンダム サンダーボルト』や『ガンダム Gのレコンギスタ』、『機動戦士ガンダム 鉄血のオルフェンズ』からもガンプラが追加される。
ガンダムブレイカー3 BREAK EDITION
ガンダムブレイカー3本編にダウンロードコンテンツ1から6までがセットになったダウンロード特別版。

## ストーリー
地球と宇宙を繋ぐ軌道エレベーターが完成して一年が過ぎたが、日本は平穏な日々が続いていた。
ある時、ゲーセンでガンダムのゲームをプレイしていた主人公は、ミサと名乗る女の子から声をかけられる。最近駅前にできた巨大なショッピングセンターに押されて自分の生まれ育った商店街の客が少なくなっているという。ミサはこの彩渡商店街の知名度を上げるため、自分たちのチームでガンプラバトルによる宣伝をしようとしているのだった。そして、そのために主人公をスカウトしたのだった。ミサと主人公はガンプラバトル・全国大会を目指し、他のガンプラバトラーと戦いを繰り広げる。

## 登場人物
ミサ
声 - 井口裕香
彩渡商店街の知名度を上げるために商店街のガンプラチームを作った少女。髪の毛を両サイドで縛っている。
搭乗機はアカツキをベースにした「アザレア」。
操縦技術は悪くないが、主人公の強さを見て悩んでもいる。
カドマツ
声 - 杉田智和
ハイムロボティクス社に所属し、ロボ太を作った技術者。当初は他のチームに所属していたが、チームの敗北後はミサたちのガンプラチームをサポートする。無精髭を生やして白衣を着ている。
ロボ太
声 - 松本保典
カドマツの作ったトイロボット。騎士ガンダムの外見をしている。命名はミサ。
カマセ
声 - 高梨謙吾
ミサの元チームメイト。プロのガンプラファイターを目指しており、今は別のチームに所属している。
ロクト
声 - 新垣樽助
ロケット製造会社「鹿児島ロケット」に所属する現役宇宙飛行士。
モチヅキ
声 - 阿澄佳奈
佐成メカニクスのエンジニア。幼い外見だがカドマツとは同世代で既に三十路過ぎであるらしい。黒縁眼鏡をかけおだんごヘアにしている。
ウルチ
声 - 小清水亜美
佐成メカニクスのエースファイター。無口で不愛想な性格。搭乗機はアプサラスII。
ウィル
声 - 鈴木達央
外資企業「タイムズユニバース」の若き経営者。正義感は強いが、冷徹と言えるほどの容赦の無さを持つ。搭乗機はガンダムアストレイゴールドフレームをベースとした「ガンダムセレネス」。
ドロシー
声 - 末柄里恵
ウィルに雇われているメイド。寡黙で清楚な雰囲気を漂わせているが、意外にも肝が据わっておりウィルに対しても容赦なく毒舌を吐くことがある。
ツキミ
声 - 石川界人
沖縄宇宙飛行士訓練学校の生徒。搭乗機はストライクノワールをベースとした「エンハンスドデファンス」。
ミソラ
声 - 大西沙織
沖縄宇宙飛行士訓練学校の生徒。ツキミとは幼馴染。搭乗機はGNアーチャーをベースとした「ガンティライユ」。
ハル
声 - 佐藤利奈
ガンプラバトル大会のMCを務める女性。
イラト婆さん
声 - 鈴木れい子
ミサの行きつけのゲーセンの店主。かなり口が悪い上に超が付くほどの守銭奴。遊びに来る子供達からも容赦無く小銭を巻き上げるために、ゲームの設定を難しくしたりしている。
主人公達によって超難易度のゲームが攻略され、攻略されるとデータが消滅するように細工されていた際は、ショックのあまり気絶している。
インフォちゃん
声 - 悠木碧
ゲーセンに設置されている業務用ロボット。物語の中盤にウイルスに感染し暴走してしまう。意外と毒舌。
タイガー
声 - 布施川一寛
ゲーセンに入り浸り、ガンプラバトル初心者を初心者狩りする不良少年。
バイラス
声 - 菅原雅芳
コンピューターセキュリティソフトの開発会社の社長だが、実はコンピューターウイルスの開発も行っており、ウィルにより不正を暴かれ失踪する。
ユウイチ
声 - 川田紳司
ミサの父親でトイショップの店長。元ガンプラファイターで使用していたのはGP-01を改造したガンプラ。
マチオ
声 - 金光宣明
商店街の精肉店店主。元ガンプラファイターで使用していたのはガンダムAGE-1タイタスを改造したガンプラ。
ミヤコ
声 - 椎名へきる
商店街の居酒屋店主。元ガンプラファイターで使用していたのはジムスナイパーカスタムを改造したガンプラ。
ミスターガンプラ
声 - 小西克幸
世界初のプロとなった元ガンプラファイター。サングラスにアフロヘアという奇抜な見た目が特徴。なお、アフロはカツラである。

## 登場ガンプラ
ガンプラは前作『ガンダムブレイカー2』に登場したものは全て登場し、さらに以下の機体が追加されている。（※はダウンロードコンテンツとして追加配信された機体）
機動戦士ガンダム
- RB-79 ボール（※）
- YMS-15 ギャン

機動戦士ガンダム THE ORIGIN
- MW-01 モビルワーカー（※）

機動戦士ガンダム MS IGLOO -1年戦争秘録-
- EMS-10 ヅダ

機動戦士ガンダム サンダーボルト
- FA-78 フルアーマー・ガンダム
- MS-06R サイコザク

機動戦士Ζガンダム
- RMS-099 リック・ディアス
- PMX-001 パラス・アテネ

ADVANCE OF Ζ ティターンズの旗のもとに
- RX-121-2A ガンダムTR-1 アドバンスド・ヘイズル
- ORX-005 ギャプランTR-5 フライルー
- RX-124(ARZ-124) ガンダムTR-6 ウーンドウォート（※）

ガンダムセンチネル
- FA-010A ファッツ

機動戦士ガンダムΖΖ
- AMX-014 ドーベン・ウルフ

機動戦士ガンダムUC
- NZ-666 クシャトリヤ
- MSM-04G ジュアッグ （ユニコーンVer.）
- RX-160S バイアラン・カスタム
- RX-0 フルアーマー・ユニコーンガンダム（※）

UC-MSV
- RX-0 フェネクス（ユニコーンガンダム3号機）（※）
- AMX-107R リバウ（※）

機動武闘伝Gガンダム
- 風雲再起
- GF13-009NF ガンダムローズ（※）

新機動戦記ガンダムW Endless Waltz
- MMS-01 サーペントカスタム

機動戦士ガンダムSEED
- GAT-X303 イージスガンダム（※）
- GAT-X103 バスターガンダム（※）

機動戦士ガンダム00 2ndシーズン
- GNW-20000 アルケーガンダム（※）

∀ガンダム
- MRC-F20 モビルスモー （ゴールドタイプ）
- AMX-109 モビルカプル

機動戦士ガンダムAGE
- AGE-1　ガンダムAGE　ノーマル(※)
- AGE-3F ガンダムAGE-3 フォートレス
- AGE-3 ガンダムAGE-3 ノーマル（※）
- AGE-FX ガンダムAGE-FX（※）

ガンダム Gのレコンギスタ
- YG-111 ガンダム G-セルフ
- VGMM-Git01 カバカーリー（※）

機動戦士ガンダム 鉄血のオルフェンズ
- ASW-G-08 ガンダムバルバトス
- ASW-G-08 ガンダムバルバトス第6形態（※）
- ASW-G-08 ガンダムバルバトスルプス（※）
- ASW-G-11 ガンダムグシオン（※）
- ASW-G-11 ガンダムグシオンリベイク（※）
- ASW-G-66 ガンダムキマリス（※）
- ASW-G-29 ガンダムアスタロト（※）

模型戦士ガンプラビルダーズビギニング
- GPB-X80-30F ビギニング30ガンダム（※）

ガンダムビルドファイターズトライ
- BN-876 スクランブルガンダム（※）

ガンダム無双
- 真武者頑駄無
- 武者ガンダムMk-II

SDガンダムBB戦士
- 騎士ガンダム
- 二代目頑駄無大将軍
- 龍鳳ストライク劉備ガンダム
- バーサル騎士ガンダム
- 魔竜剣士ゼロガンダム
- 武者頑駄無
- コマンドガンダム
- 武者號斗丸
- 闇将軍
- 騎士ユニコーンガンダム
- フルアーマー騎士ガンダム
- 武者飛駆鳥
- 騎士スペリオルドラゴン（※）

### 本作オリジナルガンプラ
本作の追加ダウンロードコンテンツ第1弾「RE:BREAK」に登場する、シリーズ初のオリジナル機体。いずれもデザインはNAOKIが担当。

#### 百式J
本作の8年前のガンプラバトルで少年期のウィルが使用した機体で、「百式イェーガー」とも呼ばれる。百式をもとに改造され、グレーを基調に塗装されている。両肩には「百狩」と記されている。ミスター・ガンプラと激闘を繰り広げ、勝利する。
その後は使用されずに仕舞われていたが、8年後、突発的に開催されたバトルロワイヤルで再び使用、ゲーム中でボスキャラとして登場する。

#### ブレイク・ディアス
8年前のガンプラバトルで現役時代のミスター・ガンプラが使用した機体。リック・ディアスをもとに改造され、紫を基調に塗装されている。ウィルとの激闘の末、敗北する。
8年後、昔を思い出し懐かしんだミスター・ガンプラが、本機を使用したバトルロワイヤルをおこなうことを提案。百式Jとともにゲーム中でボスキャラとして登場する。

## 主題歌
オープニングテーマ「Mirrors」
歌 - BACK-ON

## 関連作品
- ガンダムブレイカー - シリーズ1作目
- ガンダムブレイカー2 - シリーズ2作目
- New ガンダムブレイカー - シリーズ4作目